# Dijana Radojević
Dijana Radojević (født 2. april 1990 i Jagodina) er en serbisk håndboldspiller, der spiller for Mérignac Handball og det Serbiens kvindehåndboldlandshold.